# Triadodiscus
Triadodiscus es un género de foraminífero bentónico de la subfamilia Triadodiscinae, de la familia Involutinidae, del suborden Involutinina y del orden Involutinida. Su especie tipo es Trocholina (Paratrocholina) eomesozoicus. Su rango cronoestratigráfico abarca desde el Scythiense (Triásico inferior) hasta el Carniense (Triásico superior).

## Clasificación
Triadodiscus incluye a las siguientes especies:
- Triadodiscus cassianus †
- Triadodiscus eomesozoicus †
- Triadodiscus inceptus †
- Triadodiscus incrustans †

Otra especie considerada en Triadodiscus es:
- Triadodiscus tanourensis †, de posición genérica incierta